# Zahesi
Zahesi (en georgiano: ზაჰესი) es un asentamiento urbano de Georgia ubicado en el suroeste del área metropolitana de Tiflis, siendo parte del distrito de Gldani.

## Geografía
Zahesi se encuentra en la margen izquierda del río Kurá, a 6 km de Mtsjeta y a 20 km del centro de Tiflis. 

## Historia
La ciudad fue fundada en 1923 como una aldea de trabajadores cuando comenzó la construcción de la central hidroeléctrica Zemo Avchali, la primera central hidroeléctrica de Georgia. En 1927 se erigió uno de los monumentos más altos a Lenin en la URSS (con una altura total de 25 metros,  desmantelado en 1990). 
Zahesi recibió el estatus de asentamiento de tipo urbano en 1967.
Hasta 2008, Zahesi formaba parte del municipio de Mtsjeta de la región de Mtsjeta-Mtianeti pero actualmente el asentamiento de tipo urbano está dentro de la ciudad de Tiflis.

## Demografía
La evolución demográfica de Zahesi entre 1970 y 2014 fue la siguiente:
| 1668                                            | 4245 | 5294 | 5331 | 5200 |
| (Fuente: Population of Georgia in Soviet times) |      |      |      |      |

Según el censo de 2014, los georgianos constituían el 97,35% de la población local, los rusos el 0,73% y los osetios, el 0,5%.

## Economía
Aquí se encuentran la central hidroeléctrica de Zemo Avchali y varias pequeñas empresas.